# Zdena Gruberová
Zdena Gruberová, provdaná Tomascheková, (24. listopadu 1933, Šenkvice – 18. ledna 2017, Bratislava) byla slovenská filmová, televizní, divadelní a rozhlasová herečka. Účinkovala v činohře Slovenského národního divadla.
Svou hereckou kariéru zahájila v Armádním divadle (dnešní SKD) v Martine (1953-1954). Následně získala angažmá ve Slovenském národním divadle (1954-1998). Během tohoto období ztvárnila na jevišti první scény devadesát divadelních postav.

## Filmografie
| - 1954: Drevená dedina (Hana Ťapajová) - 1956: Nie je Adam ako Adam - 1956: Čert nespí - 1959: Kapitán Dabač (lekárnice Naďa Rybanská) - 1961: Predjarie (Marka) - 1961: Kotrmelec (Helenka Vlčková) - 1963: Proces o oslí tieň (módní návrhářka Pelesias) - 1963: Geľo Sebechlebský - 1965: Smrť prichádza v daždi (Fialová) - 1966: Drotár (Ludmila) - 1966: Dom Bernardy Alby - 1967: Hernani Hernani (doňa Sol de Silva) - 1968: Balada o siedmich obesených (Táňa) - 1969: Touha zvaná Anada - 1970: Hlavne, že sa vezieme - 1970: Model upír - 1971: Žiarlivé ženy - 1971: V tieni vlkov - 1972: Večne mladá história (Luisa Germont) - 1972: Žiarlivosť (Terézia Varínová) - 1972: Červené víno (Eva Bolebruchová) - 1973: Cid (princezná Urraca) - 1974: Veľká noc a veľký deň (Bea Zlatošová) - 1975: Jeden zo siedmich (Wernerová) - 1975: Lampióniky - 1975: Šeptající fantom (Helena) - 1975: Tridsaťdeväť stupňov v tieni - 1975: Vzbura v ulici Sycamore (Phyllis Hayesová) - 1976: Miesto v dome - 1976: Odsúdení na život (Isabel) - 1976: Prvá nadovšetky - 1976: Rozhodnutie (Julka Kubišová) - 1976: Štyria grobiani (Margareta) - 1978: Ľudská láska (hospodyně) - 1978: Príbeľská vzbura Janka Kráľa - 1978: Večera (Škereňová) | - 1978: Viťúzi (Bušková) - 1979: Cnostný Metod (Etelka Šubíková) - 1979: Odveta (Jungová) - 1979: Sto hodin do zatmění (Liesel) - 1979: V predvečer (Anča – městská úřednice) - 1980: Katedra etiky (Barvinská) - 1980: Jubelove deti (Helena) - 1980: Bakaláři - 1980: Tato malá zem - 1980: Veselé panie z Windsoru (paní Pageová) - 1980: Vojak a bratove slzy (Tatrana) - 1980: Zbožňovaná - 1981: Popoluška - 1981: Dozrievanie - 1982: Valika (mama) - 1983: Husiarka a kráľ (Gazdiná) - 1984: Drahý strýčko (Anna) - 1984: Efekt postavení - 1984: Mariša (Lízalka) - 1984: Vrabce z Tŕnia (Tomášova mama) - 1985: Balada o vkladnej knižke (Dana) - 1985: Výlet do Paříže - 1986: Výnosné miesto (Kukuškinova) - 1986: Nástupca (Bradleyová) - 1988: O Džaudarovi a jeho bratoch - 1988: Exemplárny prípad (Danka Skočková) - 1988: Zázračná rosa (Macocha) - 1988: Šesťkrát žena (Elvirina sestra) - 1990: Puto najsilnejšie (Mary Ann) - 1991: Štúrovci (Alžbeta Ostrolúcka) - 1991: Koleso osudu (pěstounka) - 1992: Pokus (učitelka) - 1994: Dvacetčtyři hodin ze života jisté ženy (paní C) - 2000: Dúhenka (pěstounka) - 2001: Pani Zima (paní Zima) - 2004: Zlatý hlas |

## Úspěchy a ocenění
| Rok   | Nominované dílo        | Cena                                                    | Kategorie                                        | Výsledek |
| ----- | ---------------------- | ------------------------------------------------------- | ------------------------------------------------ | -------- |
| 1981  | Jubelove deti (Helena) | Zlatý krokodíl                                          | Herečka                                          | Výhra    |
| 2002  | nedostupné             | Festival rozhlasových pohádek Zázračný oříšek, Piešťany | Nejlepší ženský pěvecký výkon - klasická pohádka | Výhra    |
| Pocty |                        |                                                         |                                                  |          |
| 1968  | Osobnost               | Zasloužilá umělkyně                                     | Zasloužilá umělkyně                              | Poctená  |
| 1999  | Osobnost               | Výroční cena LitFondu                                   | Celoživotné dielo – Činohra                      | Poctená  |
| 2008  | Osobnost               | Festival Aničky Jurkovičovej, Nové Mesto nad Váhom      | Kvet Tálie (celoživotné dielo)                   | Poctená  |